# هجوم العمالقة (الموسم الرابع)
هجوم العمالقة: الموسم الأخير (بالإنجليزية: Attack on Titan: The Final Season)‏ هو
الموسم الرابع والأخير من أنمي هجوم العمالقة، من إنتاج استديو مابا، وإخراج جون شيشيدو. يغطي الموسم جزء «مارلي» (الفصول 91-116) وجزء «الحرب من أجل جزيرة الفردوس» (الفصول 117-139) من أحداث مانغا هجوم العمالقة من تأليف هاجيمي إيساياما.